# Miki Kanie
Miki Kanie (蟹江 美貴?, Kanie Miki; Gifu, 4 dicembre 1988) è un'arciera giapponese, vincitrice della medaglia di bronzo a squadre ai Giochi di Londra 2012.

## Palmarès
- Giochi olimpici

2012 - Londra: argento individuale.
- Campionati mondiali di tiro con l'arco

2009 - Ulsan: argento a squadre.
- Campionati mondiali di tiro con l'arco indoor

2012 - Las Vegas: argento a squadre.
- Campionati asiatici di tiro con l'arco

2009 - Bali: oro a squadre.